# The Garden of Unearthly Delights
The Garden of Unearthly Delights è l'ottavo album in studio del gruppo heavy metal britannico Cathedral, pubblicato nel 2005.

## Tracce
1. Dearth AD 2005 – 1:00
2. Tree of Life & Death – 4:38
3. North Berwick Witch Trials – 6:00
4. Upon Azrael's Wings – 5:38
5. Corpsecycle – 5:54
6. Fields of Zagara – 2:00
7. Oro the Manslayer – 7:30
8. Beneath a Funeral Sun – 5:20
9. The Garden – 27:00
10. Proga-Europa – 6:00

Durata totale: 71:00

## Curiosità
- Il brano "Proga-Europa" è una traccia fantasma non indicata sulla copertina. I primi 5 minuti sono di silenzio, mentre nell'ultimo minuto è presente la traccia fantasma.

## Formazione
- Lee Dorrian - voce
- Garry Jennings - chitarra, percussioni
- Leo Smee - basso, mellotron, flauto, sintetizzatore, autoharp
- Brian Dixon - batteria, percussioni